# Expedition 52

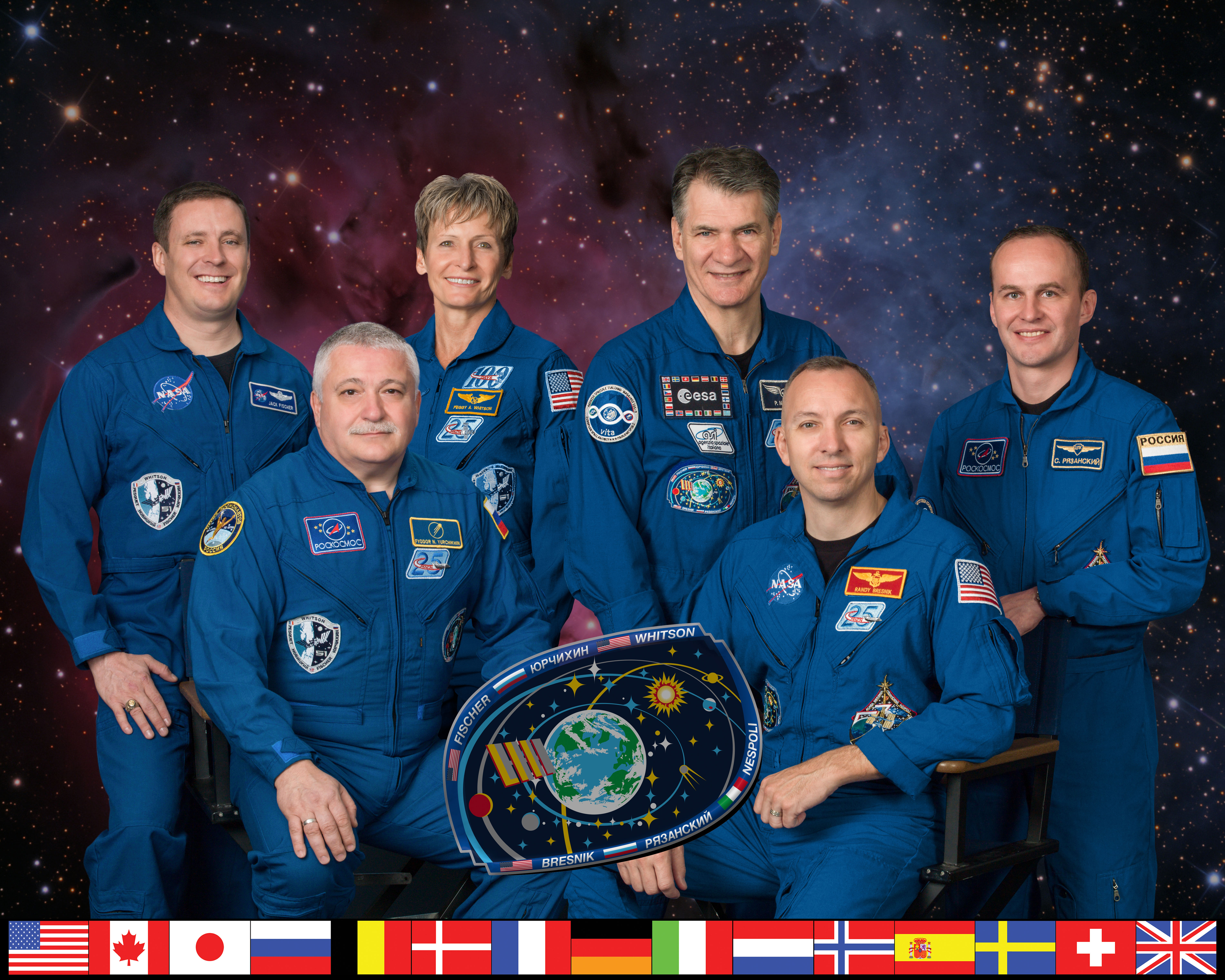
Expedition 52 besättning.

Expedition 52 var den 52:e expeditionen till Internationella rymdstationen (ISS). Expeditionen började 2 juni 2017 då delar av Expedition 51s besättning återvände till jorden med Sojuz MS-03.
Sergej Ryzjikov, Randolph Bresnik och Paolo Nespoli anlände till stationen med Sojuz MS-05 den 28 juli 2017.
Expeditionen avslutades den 3 september 2017 då Fjodor Jurtjichin, Jack D. Fischer och Peggy Whitson återvände till jorden med Sojuz MS-04.

## Besättning
| Position       | Första delen (2 juni - 28 juli 2017)       | Andra delen (28 juli - 3 september 2017)   |
| -------------- | ------------------------------------------ | ------------------------------------------ |
| Befälhavare    | Fjodor Jurtjichin, RSA Hans femte rymdfärd | Fjodor Jurtjichin, RSA Hans femte rymdfärd |
| Flygingenjör 1 | Jack D. Fischer, NASA Hans första rymdfärd | Jack D. Fischer, NASA Hans första rymdfärd |
| Flygingenjör 2 | Peggy Whitson, NASA Hennes tredje rymdfärd | Peggy Whitson, NASA Hennes tredje rymdfärd |
| Flygingenjör 3 |                                            | Randolph Bresnik, NASA Hans andra rymdfärd |
| Flygingenjör 4 |                                            | Sergej Ryzjikov, RSA Hans andra rymdfärd   |
| Flygingenjör 5 |                                            | Paolo Nespoli, ESA Hans tredje rymdfärd    |